# Guan xiulador gorja-roig
El guan xiulador gorja-roig (Pipile cujubi) és una espècie d'ocell de la família dels cràcids (Cracidae) que habita la selva del nord i oest del Brasil i zona adjacent del nord-est de Bolívia.